# Ranna (Dębicz)
Ranna – część wsi Dębicz w Polsce, położona w województwie wielkopolskim, w powiecie konińskim, w gminie Kramsk. Należy do sołectwa Dębicz.
W latach 1975–1998 Ranna administracyjnie należała do województwa konińskiego.